# Роланд (Арканзас)
Роланд (енгл. Roland) насељено је место без административног статуса у америчкој савезној држави Арканзас.

## Демографија
По попису из 2010. године број становника је 746.
| Група             | 2000.    | 2010.       |
| Белци             | 0 (0,0%) | 653 (87,5%) |
| Афроамериканци    | 0 (0,0%) | 54 (7,2%)   |
| Азијати           | 0 (0,0%) | 2 (0,3%)    |
| Хиспаноамериканци | 0 (0,0%) | 23 (3,1%)   |
| Укупно            | 0        | 746         |